# 拉达克滑蜥
拉达克滑蜥（学名：Scincella ladacensis）为石龙子科滑蜥属的爬行动物。分布于巴基斯坦、印度、尼泊尔以及中国大陆的西藏等地，一般栖息于高山坡地、河岸阶地、沟谷斜坡及生长茂密禾本科草类和稀疏灌丛邻近砾石颇多的地面、潮湿的地段或灌丛繁茂或石块亦多的潮湿地。其生存的海拔范围为3700至5000米。该物种的模式产地在西藏。

## 保护
本种于2023年被收录入《有重要生态、科学、社会价值的陆生野生动物名录》。